# Koła śmierci
Koła śmierci (org. Death Car on the Freeway) – amerykański telewizyjny dreszczowiec z 1979 z udziałem Shelley Hack. W fabule podobnej do Pojedynku na szosie Stevena Spielberga film opowiada historię niewidzialnego kierowcy, którego nazwano „Skrzypkiem na autostradzie” („The Freeway Fiddler”). W roli drugoplanowej pojawia się reżyser Hal Needham. Twarz kierowcy nigdy nie jest pokazywana.

## Opis
Janette Clausen (Shelley Hack) jest reporterką telewizyjną badającą serię morderstw na autostradzie z udziałem psychopatycznego kierowcy furgonetki. Ten celowo namierza i zabija kobiety kierujące pojazdami, wpadając na ich samochody.

## Obsada
- Shelley Hack – Jan Claussen
- Peter Graves – porucznik Haller
- Frank Gorshin – Ralph Chandler
- George Hamilton – Ray Jeffries
- Harriet Nelson – Pani Sheel
- Barbara Rush – Rosemary
- Dinah Shore – Lynn Bernheimer
- Abe Vigoda – Pan Frisch
- Alfie Wise – Ace Durham
- Robert F. Lyons – Barry Hill
- Tara Buckman – Jane Guston
- Morgan Brittany – Becky Lyons
- Nancy Stephens – Christine
- Hal Needham – Pan Blanchard